# Austin County
Austin County är ett administrativt område i delstaten Texas, USA, med 28 417 invånare (2010). Den administrativa huvudorten (county seat) är Bellville.

## Geografi
Enligt United States Census Bureau har countyt en total area på 1 700 km². 1 690 km² av den arean är land och 10 km² är vatten.

### Angränsande countyn
- Washington County - nord
- Waller County - öst
- Fort Bend County - sydost
- Wharton County - syd
- Colorado County - väst
- Fayette County - nordväst

### Orter
- Bellville (huvudort)
- Industry
- San Felipe
- Sealy